# The Carpet Crawlers
The Carpet Crawlers is een lied geschreven door Genesis voor hun album The Lamb Lies Down on Broadway uit 1975. Het nummer duurt op het album rond de 5:16.

## Geschiedenis
Alhoewel het destijds in de boeken ging als een groepscompositie, waren de belangrijkste schrijvers Mike Rutherford, Tony Banks en Peter Gabriel. Het lied vormt tevens het laatste nummer dat de Genesisbezetting van begin jaren zeventig opnam; in 1999 werd het nummer in de bezetting Gabriel, Steve Hackett, Rutherford, Banks en Phil Collins opnieuw opgenomen onder de titel The Carpet Crawlers 1999 voor het compilatiealbum Turn It On Again. 
In het nummer bevindt Rael (hoofdpersoon op The Lamb Lies Down on Broadway) zich in een gang met rood tapijt. Op dat tapijt kruipen een aantal mensen richting een houten deur; de deur geeft toegang tot een door kaarslicht verlichte ruimte waarin een tafel staat met een feestmaal met werd daarachter een wenteltrap, die uit het zicht wegloopt.      
The Carpet Crawlers werd door de jaren heen door de band gespeeld tot in 2007 aan toe. Het is te zien op Genesis: In Concert (concertvideo uit 1976 met Bill Bruford op drums) en te horen op livealbums Seconds Out uit 1977 en Genesis Live over Europe uit 2007. Daarbij was het nummer wel ingekort, Gabriels oorspronkelijke introductie ("There is lambs’ wool under my naked feet") werd door Phil Collins weggelaten.
Het lied is een aantal keren gecoverd, al dan niet in medleyvorm. Onder de uitvoerders bevinden zich John Ford (Ex-lid van Strawbs, John Goodsall (uit Brand X, een hobbyband van Collins), Unitopia en ex-Genesisleden Ray Wilson en Steve Hackett.

## Singles
Een ingekorte The Carpet Crawlers werd in april 1975 op single uitgebracht door Charisma Records en Atco (VS); tijdsduur 4:33. Samen met B-kant The Waiting Room van hetzelfde album in een concertuitvoering haalde het nergens de hitparades. In 1999 volgde de heropname op cd-single, toen met begeleidende tracks Follow You Follow Me en Turn It On Again. Ook deze versie, geproduceerd door Trevor Horn bleef buiten de hitparades.